# Unora le place jazul
Unora le place jazul (în engleză Some Like It Hot) este un film american de comedie, realizat în 1959 de Billy Wilder avându-i în rolurile principale pe Marilyn Monroe, Tony Curtis, Jack Lemmon și George Raft. În rolurile secundare au interpretat Joe E. Brown, Pat O'Brien și Nehemiah Persoff. Filmul este un remake realizat de Wilder și I. A. L. Diamond al filmului francez Fanfare d'Amour (1935), după povestirea lui Robert Thoeren și Michael Logan, care a fost readaptată în 1951 de regizorul german Kurt Hoffmann sub titlul Fanfaren der Liebe. Cu toate acestea, filmele franceze și germane au fost fără gangsterii care sunt o parte integrantă a filmului Unora le place jazul. În timpul filmării, titlul filmului pe care-l regiza Wilder a fost Fanfares of Love, apoi Not Tonight, Josephine, înainte de a se hotărî pentru Some Like It Hot ca titlul sub care a fost lansat filmul.
În cursul anului 1981, după succesul la nivel mondial al comediei franceze La Cage aux Folles, United Artists a relansat Unora le place jazul în teatre. În anul 2000, American Film Institute a clasificat Unora le place jazul ca cel mai mare film de comedie al tuturor timpurilor.

## Subiect
Doi muzicieni fără angajamente, Joe și Jerry (Tony Curtis și Jack Lemmon), sunt martori la ceva ce seamănă cu Masacrul de Sfântul Valentin din 1929. Când sunt văzuti de gangsterii din Chicago, conduși de "Spats" Colombo (George Raft), cei doi fug pentru a-și salva viața. Ei scapă și decid să părăsească orașul, deghizându-se în femei care cântă într-o trupă muzicală  exclusiv feminină care merge în turneu în Florida. Luându-și numele de Josephine și Geraldine (ulterior, Jerry își schimbă pseudonimul în cel de Daphne), ei se alătură trupei și urcă în trenul în care se afla formația. Joe și Jerry se îndrăgostesc amândoi de "Sugar Kane" (Marilyn Monroe), vocalista și cântăreața la ukulele a trupei, și se luptă pentru afecțiunea ei păstrându-și în același timp deghizările.
În Florida, Joe îi face curte lui Sugar, asumându-și o a doua deghizare ca un milionar pe nume "Junior", moștenitorul proprietarului companiei Shell Oil, în timp ce mimează vocea lui Cary Grant. Un milionar real, Osgood Fielding III (Joe E. Brown), se îndrăgostește de Jerry deghizat ca Daphne. Într-o noapte, Osgood îi propune lui Daphne să meargă pe iahtul său. Joe o convinge pe Daphne să-l țină pe Osgood pe uscat în timp ce el merge pe iaht cu Sugar. În acea noapte, Osgood o cere în căsătorie pe Daphne care, într-o stare de excitare, acceptă, crezând că poate primi o alocație mare de la Osgood imediat după nunta lor.
Când gangsterii ajung la același hotel pentru o conferință în onoarea "Prietenilor Operei Italiene", Spats și banda lui îi văd pe Joe și Jerry. După mai multe urmăriri pline de umor (și în care devin martori la o altă crimă săvârșită de gangsteri, de data aceasta împotriva lui Spats și a bandei sale), Jerry, Joe, Sugar și Osgood scapă, fugind pe iahtul milionarului. Pe drum, Joe îi dezvăluie lui Sugar identitatea lui adevărată, iar Sugar îi spune lui Joe că ea îl iubește oricum. Joe îi spune că el nu este suficient de bun pentru ea, că ea ar obține încă o dată "partea amară a acadelei", dar Sugar îl iubește oricum. La rândul său Jerry  încearcă să-i explice lui Osgood că ei nu se pot căsători, lansând o serie de obiecții, de la faptul că nu se poate căsători în rochia mamei sale ("Noi nu suntem construite la fel"), până la a mărturisi în lacrimi că "nu pot avea niciodată copii". Osgood le respinge pe toate și rămâne hotărât să meargă înainte cu căsătoria. În cele din urmă, exasperat, Jerry își scoate peruca și strigă: "Sunt bărbat!", numai că Osgood trece și peste această ultimă revelație,  rostind memorabila replică finală a filmului: "Ei bine, nimeni nu este perfect."

## Distribuție
| - Marilyn Monroe - "Sugar" Kane Kowalczyk - Tony Curtis - Joe/"Josephine"/"Junior" - Jack Lemmon - Jerry/"Geraldine"/"Daphne" - George Raft - "Spats" Colombo - Pat O'Brien - detectivul Mulligan - Joe E. Brown - Osgood Fielding III - Nehemiah Persoff - "Little Bonaparte" - Joan Shawlee - Sweet Sue | - Billy Gray - Sig Poliakoff - George E. Stone - "Toothpick" Charlie - Dave Barry - Beinstock - Mike Mazurki - gangster din banda lui Spats - Harry Wilson - gangster din banda lui Spats - Beverly Wills - Dolores - Edward G. Robinson, Jr. - Johnny Paradise |

## Producție

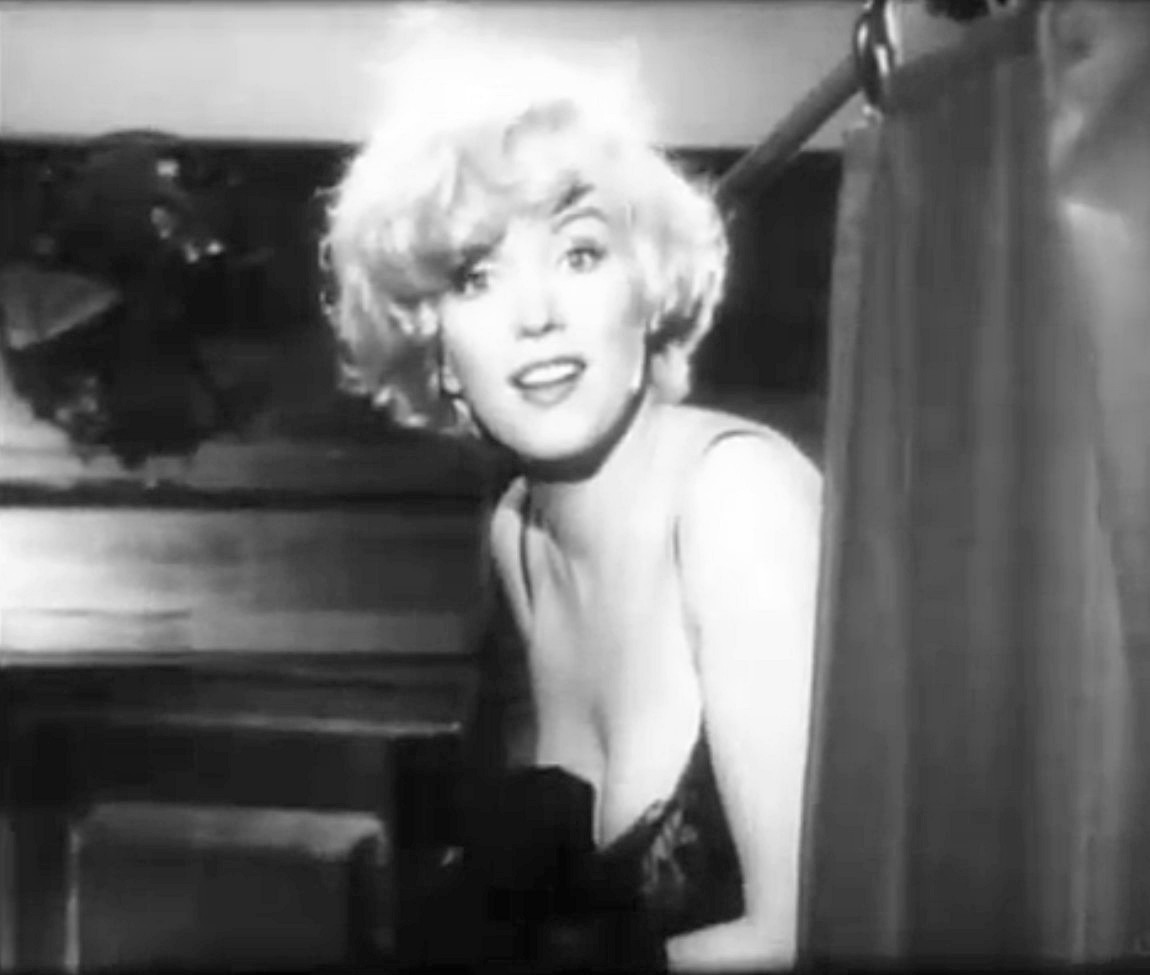
Marilyn Monroe în rolul Sugar

În afară de titlu, filmul nu are nicio asemănare cu filmul omonim al lui Bob Hope, lansat în 1939.
Filmul a fost planificat inițial să fie filmat în culori , dar după mai multe teste pe ecran, s-a realizat o filmare în alb-negru din cauza unei foarte evidente "tente verzui" în jurul machiajului puternic al lui Curtis și Lemmon când aceștia le interpretau pe Josephine și Daphne. Secvențele din Florida, de la hotelul fictiv "Seminole Ritz", au fost filmate la Hotel Del Coronado din Coronado, California.
Unora le place jazul a primit un rating "C" (Condamnat) din partea National Legion of Decency (fostul Catholic Legion of Decency). Filmul, împreună cu Psycho (1960) al lui Alfred Hitchcock și cu alte câteva filme, a contribuit la sfârșitul Codului de producție la mijlocul anilor 1960. El a fost lansat de compania United Artists fără logo-ul MPAA sau scvența de titlu, din moment ce filmul nu a primit aprobarea Codului de producție.
Tony Curtis este frecvent citat că ar fi spus că sărutând-o pe Marilyn Monroe a fost ca și cum "l-ar fi sărutat pe Hitler". Cu toate acestea, în timpul unui interviu cu Leonard Maltin din 2001, Curtis a declarat că el nu a făcut niciodată această afirmație. În autobiografia sa din 2008, Curtis a declarat că el a făcut declarația către echipa de filmare, dar cu sensul de glumă. În timpul apariției sale la Festivalul Jules Verne din Franța (2008), Curtis a dezvăluit pe platoul de filmare a emisiunii TV a lui Laurent Ruquier că el și Monroe au fost iubiți la sfârșitul anilor 1940, când ambii se luptau pentru a deveni cunoscuți.
Titlul filmului este o replică din cântecul de leagăn "Pease Porridge Hot". De asemenea, ea apare într-un dialog din film atunci când Joe, deghizat ca "Junior", îi spune lui Sugar că preferă muzica clasică jazului fierbinte. Titlul filmului în timpul producției a fost Fanfares of Love, apoi Not Tonight, Josephine, înainte ca titlul să fie schimbat cu cel de Some Like It Hot.

## Premii și nominalizări

### Premii
- Premiul Oscar pentru cele mai bune costume într-un film alb-negru (1960) obținut de Orry-Kelly[5]
- Premiul BAFTA pentru cel mai bun actor de comedie străin (1960) - Jack Lemmon
- Premiul Globul de Aur (1960):
  - Cea mai bună comedie;
  - Cel mai bun actor într-un film de comedie - Jack Lemmon.
  - Cea mai bună actriță într-un film de comedie - Marilyn Monroe.
- Writers Guild of America (asociația scenariștilor americani): Premiul pentru cel mai bun scenariu de comedie - Billy Wilder și I.A.L. Diamond.
- Laurel Awards (1960): Al doilea premiu pentru cea mai bună actriță a anului într-o comedie - Marilyn Monroe

### Nominalizări la premii
- Premiile Oscar (1960)[6]:
  - Cel mai bun regizor: Billy Wilder;
  - Cel mai bun actor: Jack Lemmon;
  - Cel mai bun scenariu adaptat: Billy Wilder și I. A. L. Diamond;
  - Cea mai bună imagine în alb-negru: Charles Lang Jr.;
  - Cele mai bune decoruri ale unui film alb-negru: Ted Haworth și Edward G. Boyle
- Premiul pentru cel mai bun regizor (1959) acordat de Directors Guild of America (asociația regizorilor americani) - Billy Wilder.
- Premiile Grammy (1959): Premiul pentru cea mai bună muzică de film.
- Premiul BAFTA pentru cel mai bun film (1960)

Filmul a fost aclamat în toată lumea ca fiind unul dintre cele mai bune filme făcute vreodată. În 1989, el a fost selectat de Biblioteca Congresului Statelor Unite ale Americii pentru păstrarea în National Film Registry din Statele Unite ale Americii ca fiind "semnificativ din punct de vedere cultural, istoric sau estetic", intrând în acea listă în primul an de votare.
În anul 2000, cititorii revistei Total Film au votat acest film ca al VIII-lea cel mai bun film de comedie al tuturor timpurilor. În 2002, Channel 4 a clasificat Unora le place jazul ca al V-lea cel mai bun film de comedie produs vreodată în topul 100 Greatest Films Poll.
Listele American Film Institute
- AFI's 100 Years... 100 Movies - #14
- AFI's 100 Years... 100 Laughs - #1
- AFI's 100 Years... 100 Passions - nominalizat
- AFI's 100 Years... 100 Songs:
  - Runnin' Wild - nominalizat
- AFI's 100 Years... 100 Movie Quotes:
  - „Well, nobody's perfect.” - #48
  - „Look at that! Look how she moves. That’s just like Jell-O on springs. She must have some sort of built-in motor. I tell you, it's a whole different sex!” - nominalizat
- AFI's 100 Years... 100 Movies (10th Anniversary Edition) - #22
- AFI's 10 Top 10 - nominalizat ca film cu gangsteri

În 2011, postul de televiziune ABC a difuzat o emisiune specială în primetime, Best in Film: The Greatest Movies of Our Time, care a prezentat cele mai bune filme alese de fani, pe baza rezultatelor unui sondaj efectuat de ABC și revista People. Unora le place jazul a fost selectat ca al treilea cel mai bun film de comedie.

## Melodii din film
- „I'm Through With Love”, de Gus Kahn, Matty Malneck, Jay Livingston. Interpretată de Marilyn Monroe.
- „I Wanna Be Loved By You”, de Bert Kalmar, Herbert Stothart, Harry Ruby. Cântată de Monroe.
- „Some Like It Hot”, de Matty Malneck și I.A.L. Diamond. Interpretată de Monroe
- „Runnin' Wild”, de A.H. Gibbs, Joe Grey, Leo Wood. Cântată de Monroe.
- „Down Among the Sheltering Palms”, de Olmar-Brockman.
- „Sugar Blues”, de Williams-Fletcher.
- „By the Beautiful Sea”, de Harry Carroll, Harold R. Atteridge.
- „Sweet Georgia Brown”, de Ben Bernie, Maceo Pinkard, Kenneth Casey.
- „La Cumparsita”, compusă de Gerardo Matos Rodríguez.
- „Stairway to the Stars”, compusă de Matt Malneck și Frank Signorelli.
- „Liebesträume” de Franz Liszt

## Adaptări
Un episod pilot de televiziune, nedifuzat, a fost filmat de Mirisch Productions în 1961 cu Vic Damone și Tina Louise. Ca o favoare pentru compania de producție, Jack Lemmon și Tony Curtis au convenit să apară în film, revenind la personajele lor anterioare, Daphne și Josephine, la începutul episodului pilot. Apariția lor are loc într-un spital în care Jerry (Lemmon) este tratat pentru durerea de dinți, iar Joe (Curtis) are aceeași grupă de sânge, grupa O.
În cursul anului 1972, un musical bazat pe scenariul filmului, intitulat Sugar, care a avut premiera pe Broadway, cu Elaine Joyce, Robert Morse, Tony Roberts și Cyril Ritchard, cu scenariu de Peter Stone, versuri de Bob Merrill, și muzica (cu totul nouă) de Jule Styne. O producție din 1991 a acestui spectacol la Londra l-a avut în rolul principal pe Tommy Steele și a păstrat titlul original. În 2002, Tony Curtis a jucat într-o adaptare teatrală a filmului. El a interpretat personajul jucat anterior de Joe E. Brown.